# Damarion Williams
Damarion Williams (Miami, 15 luglio 1998) è un giocatore di football americano statunitense che milita nel ruolo di cornerback per i Baltimore Ravens della National Football League (NFL).

## Carriera

### Baltimore Ravens
Al college Williams giocò a football all'Highland Community College (2017-2018) e all'Università di Houston (2019-2021). Fu scelto nel corso del quarto giro (141º assoluto) nel Draft NFL 2022 dai Baltimore Ravens. Nella sua stagione da rookie disputò 14 partite, nessuna delle quali come titolare, facendo registrare 24 tackle e 2 passaggi deviati.